# C8orf44
C8orf44 (англ. Chromosome 8 open reading frame 44) – білок, який кодується однойменним геном, розташованим у людей на 8-й хромосомі. Довжина поліпептидного ланцюга білка становить 159 амінокислот, а молекулярна маса — 18 380.
| 10         |  | 20         |  | 30         |  | 40         |  | 50         |
| ---------- |  | ---------- |  | ---------- |  | ---------- |  | ---------- |
| MRKNESYLNQ |  | PAPPIPIPTL |  | SLMGGCREHF |  | ENHWKGRARW |  | LMPVIPALWE |
| AKAGRSPEVR |  | SSKPAWPTWR |  | NPIFTKNTKI |  | SQVLELFLNY |  | QSLICALEKQ |
| KRQKGSLAIF |  | CWSFQGGCVS |  | KRPDVPSLKS |  | QKPKRKRITG |  | RKRLSKGFWS |
| LLFSNLGRF  |  |            |  |            |  |            |  |            |

A: Аланін

C: Цистеїн

D: Аспарагінова кислота

E: Глутамінова кислота

F: Фенілаланін

G: Гліцин

H: Гістидин

I: Ізолейцин

K: Лізин

L: Лейцин

M: Метіонін

N: Аспарагін

P: Пролін

Q: Глутамін

R: Аргінін

S: Серин

T: Треонін

V: Валін

W: Триптофан